# Fuchsbau (München)

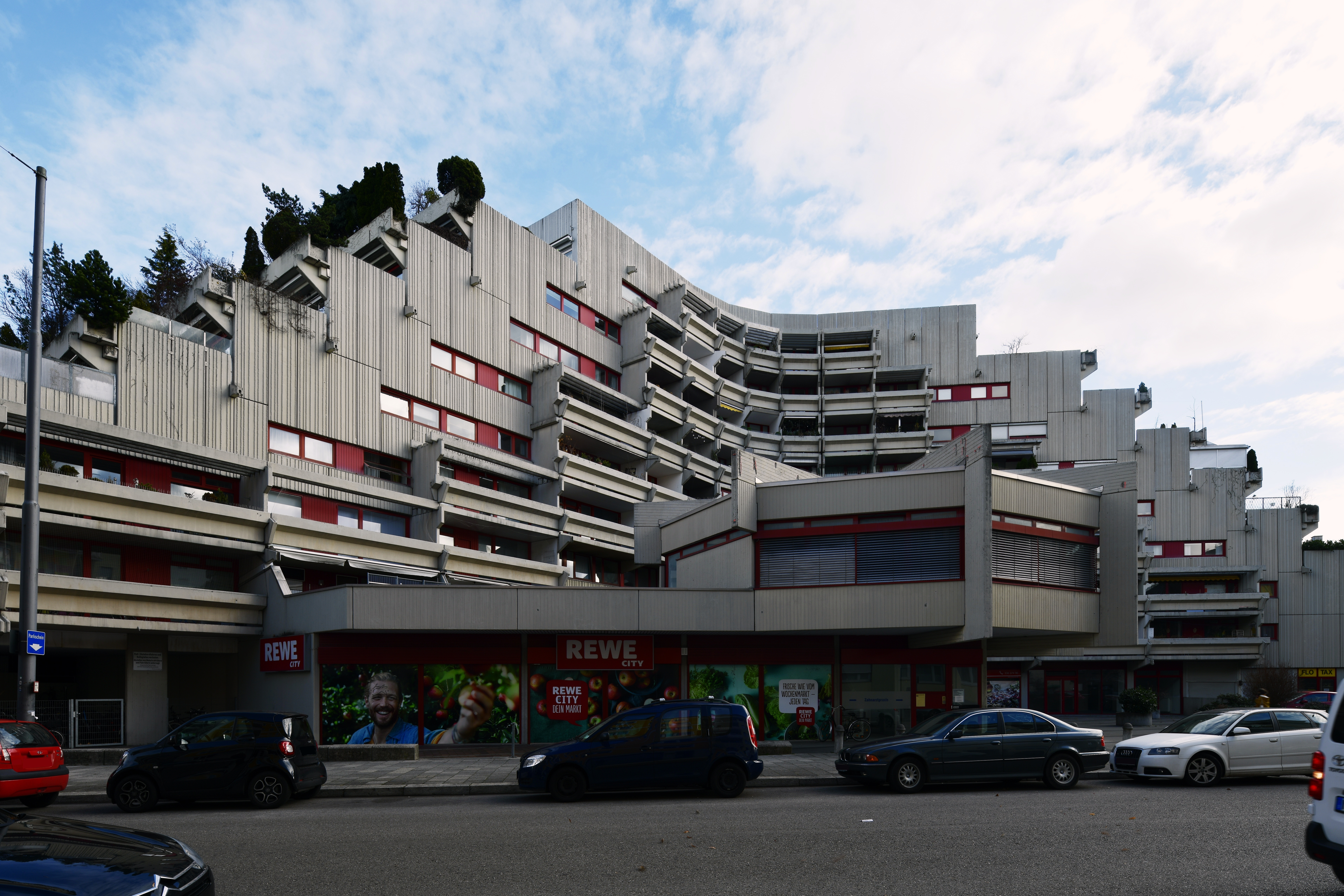
Der Fuchsbau in München

Der sogenannte Fuchsbau im Stadtbezirk Schwabing-Freimann der bayerischen Landeshauptstadt München ist ein Wohn- und Geschäftshaus, das 1972/73 errichtet wurde. Das Hochhaus nördlich der Erlöserkirche an der Ungererstraße 19, der Fuchsstraße und der Germaniastraße ist ein geschütztes Baudenkmal. Es ist nach der Fuchsstraße benannt.
Der dreiarmige, pyramidal gestaffelte Terrassenbau mit neun Geschossen in Sichtbeton und markanten Balkonen aus Betonfertigteilen, mit nördlich auf polygonalem Grundriss vorgezogener Ladenzone, Wohnungen, gemeinschaftlicher Dachterrasse mit Schwimmbecken und Außenflächen wurde nach Plänen des Architekten Wilhelm Steinel für den Bauträger Deutsche Wohnbau (DEBA) errichtet.
Die Silhouette springt an den Stirnseiten geschossweise zurück. Aus zwei Gebäudearmen sind erdgeschossig zwei Elemente vorgezogen, die gewerblich genutzt werden. Im Schnittpunkt der drei Arme wird das Gebäude zentral mit Aufzug und Treppenhaus erschlossen. Die Wohnungen besitzen 15 verschiedene Grundrissvarianten, die kleinsten Wohnungen haben 24 und die größten 125 Quadratmeter Wohnfläche. Nahezu alle Wohnungen besitzen Freibereiche mit Pflanztrögen. An den Stirnseiten befinden sich großzügige Terrassenwohnungen. Von 1972 bis 2005 befand sich im Erdgeschoss das Programmkino Lupe 2 mit 154 Sitzplätzen.
Das Bauwerk im Stil des Brutalismus entspricht der in den 1970er Jahren sich entwickelnden verdichteten Wohnform in deutschen Großstädten.